# 젱크 일뎀
젱크 일뎀(튀르키예어: Cenk İldem, 1986년 1월 5일~)은 튀르키예의 전직 레슬링 선수이다. 올림픽에 3회 출전하여 2016년 하계 올림픽 남자 그레로코만형 헤비급 종목에서 동메달을 획득했다. 또한 세계 선수권 대회에서 동메달 3개, 유럽 선수권 대회에서 은메달 1개, 동메달 4개를 획득했다.

## 경력
일뎀은 1986년 이스탄불에서 태어났다. 1996년에 레슬링 선수 출신 레슬링 지도자였던 아버지인 후세인을 따라 레슬링을 시작했다.
2005년 튀르키예 주니어 레슬링 국가대표로 발탁된 일뎀은 그 해 5월 리투아니아 빌뉴스에서 열린 세계 주니어 선수권 대회에 참가하여 국제 대회에 처음 출전했다. 그는 이 대회에서 5위를 기록했다.  같은 해 6월에는 폴란드 브로츠와프에서 열린 유럽 주니어 선수권 대회에 참가하여 금메달을 획득했다. 이듬해인 2006년 7월에는 헝가리 솜버트헤이에서 열린 유럽 주니어 선수권 대회에서 다시 금메달을 획득했고 8월에 과테말라 과테말라시티에서 열린 세계 주니어 선수권 대회에서도 우승을 차지했다.
2007년부터 튀르키예 성인 국가대표가 된 일뎀은 그 해 8월 불가리아 소피아에서 열린 단 콜롤프-니콜라이 페트로프 추모 대회에 참가하여 성인 국가대표 데뷔전을 가졌다. 그는 이 대회에서 10위를 기록했다.